# Gerhard Glaß
Gerhard Glaß (* 17. Juli 1927 in Klingenthal; † 14. Juli 2010 in Schöneck/Vogtl.) war ein deutscher Nordischer Kombinierer und Skispringer.
Glaß beantragte am 11. Februar 1944 die Aufnahme in die NSDAP und wurde zum 20. April desselben Jahres aufgenommen (Mitgliedsnummer 9.973.501). Er trat bei den Olympischen Winterspielen 1956 in Cortina d’Ampezzo im Wettbewerb Nordische Kombination für die Gesamtdeutsche Mannschaft an. Er flog auf Rang 24. Glaß hatte bereits 1951 und 1955 bei den DDR-Meisterschaften im Skispringen auf der Thüringenschanze Medaillen gewonnen. Bei den Nordische Skiweltmeisterschaften 1954 im schwedischen Falun kam er auf Rang 23.
Glaß war der Vater des Skispringers Henry Glaß.